# Уэдраого, Жюльен
Жюльен Уэдраого (фр. Julien Ouedraogo; род. 16 февраля 1982, Республика Верхняя Вольта) — буркинийский фехтовальщик-саблист. Участник летних Олимпийских игр 2008 года.

## Биография
Жюльен Уэдраого родился 16 февраля 1982 года в Верхней Вольте (сейчас Буркина-Фасо).
По образованию спортивный менеджер, имеет степень бакалавра.
Участвовал в чемпионатах мира, Кубках мира, Гран-при, чемпионатах Африки и Африканских играх.
В 2006 году после двухлетних курсов в учебном центре Международной федерации фехтования в Фонтенбло получил степень магистра фехтования на саблях, шпагах и рапирах.
В 2008 году вошёл в состав сборной Буркина-Фасо на летних Олимпийских играх в Пекине. В личном турнире саблистов проиграл в 1/32 финала Николя Лопесу из Франции — 6:15.
В том же году получил сертификат Международной федерации фехтования на обучение и сертификацию тренеров по всем трём видам оружия.
В 2010—2017 годах был главным инструктором по подготовке тренеров для Африки.
В течение девяти лет работал селекционером и тренером юношеской, молодёжной и главной сборных Сенегала по фехтованию на саблях и рапирах.
Судья международной категории, работал на Кубках мира, Гран-при и чемпионатах Африки по фехтованию на саблях и рапирах.
В 2022 году руководил юношеской программой подготовки саблистов фехтовального клуба «Хальберштадт» в Сан-Франциско.